# Fyrskib
Et fyrskib er et skib placeret ud for kysten for at tjene som vejviser og advarsel for de sejlende. Fyrskibene er efterhånden blevet erstattet af fyrtårne inde på land, samt bøjer ude i vandet, og sidenhen også moderne teknologi som radioer og GPS om bord på skibene.
Når det er lyst, kan skibene navigere efter faste pejlemærker – f.eks. bygninger eller bakker. Om natten eller i tåget/diset vejr, navigerer man efter dels lysbøjer og dels lyden af tågehornet fra fyrskibene.

## Fyrskibe i Danmark
Det første officielle danske fyrskib, Fyrskib No. I, blev i 1829 udlagt ved Læsø Trindel, og det sidste, Motorfyrskib nr. 1 (Horns Rev Fyrskib), blev inddraget i 1980.
"Fyrskib XVII", Gedser Rev Fyrskib, inddraget i 1972, blev overtaget af Nationalmuseet for at bevare det for eftertiden. Fyrskibet lå i Nyhavn, København, fra 2010, men blev i maj 2018 bugseret til Helsingør.
"Fyrskib XXI", Skagen Rev Fyrskib, blev bygget i 1910 – 1911, og er Danmarks sidste fyrskib uden fremdriftsmotor. Fyrskibet blev i 1991 erhvervet og foræret til Ebeltoft, hvor det fungerede som café- og hotelskib i Fregathavnen. Fyrskibet blev udbudt til salg i 2022 og solgt til storfisker og skagbo Henning Kjeldsen, der efter renovering planlægger at bringe skibet tilbage til Skagen.

### Danske fyrskibe
| Fyrskib          | Bygget | År i tjeneste | Skæbne                          | Noter |
| ---------------- | ------ | ------------- | ------------------------------- | --- |
| I                | 1829   | 57            | ophugget 1881                   | Først udlagt på position Læsø Trindel 1829 - 1838 |
| II               | 1837   | 66            | ophugget 1903                   | Først udlagt på position Læsø Rende 1838 - 1851 |
| III              | 1842   | 61            | ophugget 1903                   | Ført udlagt på position Anholt Knob 1842 - 1854 |
| IV               | 1851   | 61            | ophugget 1912                   | Først udlagt på position Læsø Trindel 1851 - 1868 |
| V                | 1853   | 72            | ophugget 1925                   | Først udlagt på position Kobber Grund 1853 - 1854 |
| VI               | 1854   | 64            | ophugget 1918                   | Først udlagt på position Kobber Grund 1854 - 1877 |
| VII              | 1867   | 70            | ophugget                        | Bygget som det første og eneste af stål; udlagt nogle måneder om året fra 1862 på position Kobber Grund |
| VIII             | 1869   | 50            | ophugget?                       | Først udlagt på position Schultz's Grund 1869 - 1885 |
| IX               | 1875   | 44            | ophugget                        | Først udlagt på position Læsø Trindel 1877 - 1882 |
| X                | 1877   | 94            | Refshalevej, København          | Først udlagt på position Skagens Rev 1878 - 1886 |
| XI               | 1878   | 99            | Frederiksholms Kanal, København | Det første skib der blev udlagt i Nordsøen på position Horns Rev 1878 - 1883; restaureret til brug for mødelokaler og events |
| XII              | 1879   | 74            | ophugget ca. 2000               | Først udlagt på position Anholt Knob 1880 - 1889 |
| XIII             | 1880   | 92            | Christians Brygge i København   | Først udlagt på position Horns Rev 1882 - 1889 ( afløste Fyrskib XII ) |
| XIV              | 1883   | 75            | sank ca. 1960                   | Først udlagt på position Skagens Rev 1886 - 1890 |
| XV               | 1887   | 87            | Kieler Bugt                     | Først udlagt på position Vyl 1888 - 1889; solgt i 1988 til Heikendorfer - Yachtclub i Tyskland |
| XVI              | 1895   | ?             | ca. 1970 sank i Caribien        | Først udlagt på position Schultz's Grund 1895 - 1916 |
| XVII             | 1895   | 77?           | Helsingør                       | Først udlagt på position Lappegrund 1895 - 1919; blev 2018 bugseret fra Nyhavn til Helsingør |
| XVIII            | 1902   | 79            | Kolding/Vamdrup                 | Først udlagt på position Horns Rev 1902 - 1915; blev udbudt til salg i 1980 og derefter ombygget til tremastet skonnert med funktion som skoleskib |
| XIX              | 1907   | ?             | ophugget                        | Først udlagt på position Grådyb 1908 - 1917 |
| XX               | 1908   | ?             | sank 1994; ophugget 1996        | Først udlagt på position Vyl 1908 - 1909 |
| XXI              | 1911   | 77            | Ebeltoft                        | Først udlagt på position Vyl; har fungeret som hotelskib og amatør radiostation (OZ7DAL); udbudt til salg januar 2022. |
| Motorfyrskib I   | 1914   | 75            | Esbjerg                         | Først udlagt på position Vyl 1915 - 1917; ligger nu som museumsskib med en central placering i Esbjerg Havn |
| Motorfyrskib II  | 1916   | ?             | Gdansk?                         | Først udlagt på position Gilleleje Flak N 1917 - 1920; solgt til Dragør Sejlklub i 1978; solgt i 1985 og ombygget til restaurantskib i Nyhavn; flyttet til Frederiksholm Kanal i 2002; slæbt til Polen i 2012 for at blive restaureret, men antages at være sunket der                                                                           |
| Motorfyrskib III | 1918   | 67            | Nyhavn                          | Først udlagt på position Lappegrund fra 1919; sejler i dag under navnet "Donna Wood" som passagerskib på dagsture i Øresund |
| Motorfyrskib IV  | 1920   | 50            | Antigua                         | Først udlagt på position Halskov Rev fra 1921; i 1978-79 ombygget ved træskibsværftet i Hadsund og rigget til skonnert; sejlede derefter i 26 år under navnet "Rana" som social-pædagogisk projekt i stil med "Fulton"; solgt i 2005 og bugseret til Antigua i Caribien, hvor det blev ombygget til turist-"pirat"skib under navnet "Black Swan" |